# Zalman Shazar
Zalman Shazar (Shneiur Zalman Robshov), född 24 november 1889 i Mir, guvernementet Minsk i Ryssland, död 5 oktober 1974 i Jerusalem, var en författare och poet. Han var även Israels tredje president (1963–1973).